# Банов (Нове Замки)
Банов (слч. Bánov, мађ. Bánkeszi) насељено је мјесто са административним статусом сеоске општине (слч. obec) у округу Нове Замки, у Њитранском крају, Словачка Република.

## Становништво
| Година:    | 1994. | 2004.   | 2014.   | 2024.   |
| ---------- | ----- | ------- | ------- | ------- |
| Број људи: | 3760  | 3742    | 3709    | 3548    |
| Разлика:   |       | -0,47 % | -0,88 % | -4,34 % |

| Година:    | 2023. | 2024.   |
| ---------- | ----- | ------- |
| Број људи: | 3582  | 3548    |
| Разлика:   |       | -0,94 % |

Према подацима о броју становника из 2011. године насеље је имало 3.709 становника.